# Pericarditis
La pericarditis és una inflamació (-itis) del pericardi, (el sac fibrós que envolta el cor). Els símptomes solen incloure l'aparició sobtada de dolor de pit agut, que també es pot sentir a les espatlles, el coll o l'esquena. Normalment, el dolor és menys intens quan està assegut i més intens quan està estirat o respira profundament. Altres símptomes de la pericarditis poden incloure febre, debilitat, palpitacions i dificultat per respirar. De vegades, l'aparició dels símptomes pot ser gradual en lloc de sobtada.

## Descripció
La causa de la pericarditis sovint es desconeix, però es creu que la majoria de les vegades es deu a una infecció viral. Entre altres causes hi ha les infeccions bacterianes, la tuberculosi, el traumatisme toràcic, la pericarditis urèmica, l'atac cardíac, el càncer i els trastorns autoimmunes. El diagnòstic es basa en la presència de dolor al pit, fregament pericàrdic, canvis específics d'electrocardiograma (ECG) i líquid al voltant del cor. Un atac de cor pot produir símptomes similars a la pericarditis.
El tractament en la majoria dels casos és amb AINE i possiblement el medicament antiinflamatori colquicina. Es poden utilitzar esteroides si no són adequats. Els símptomes solen millorar en pocs dies o setmanes, però de vegades poden durar mesos. Les complicacions poden incloure taponament cardíac, miocarditis i pericarditis constrictiva. La pericarditis és una causa poc freqüent de dolor al pit. Al voltant de 3 per cada 10.000 persones es veuen afectades per any. Els més afectats són els homes d'entre 20 i 50 anys. Fins a un 30% dels afectats tenen més d'un episodi.

## Signes i símptomes

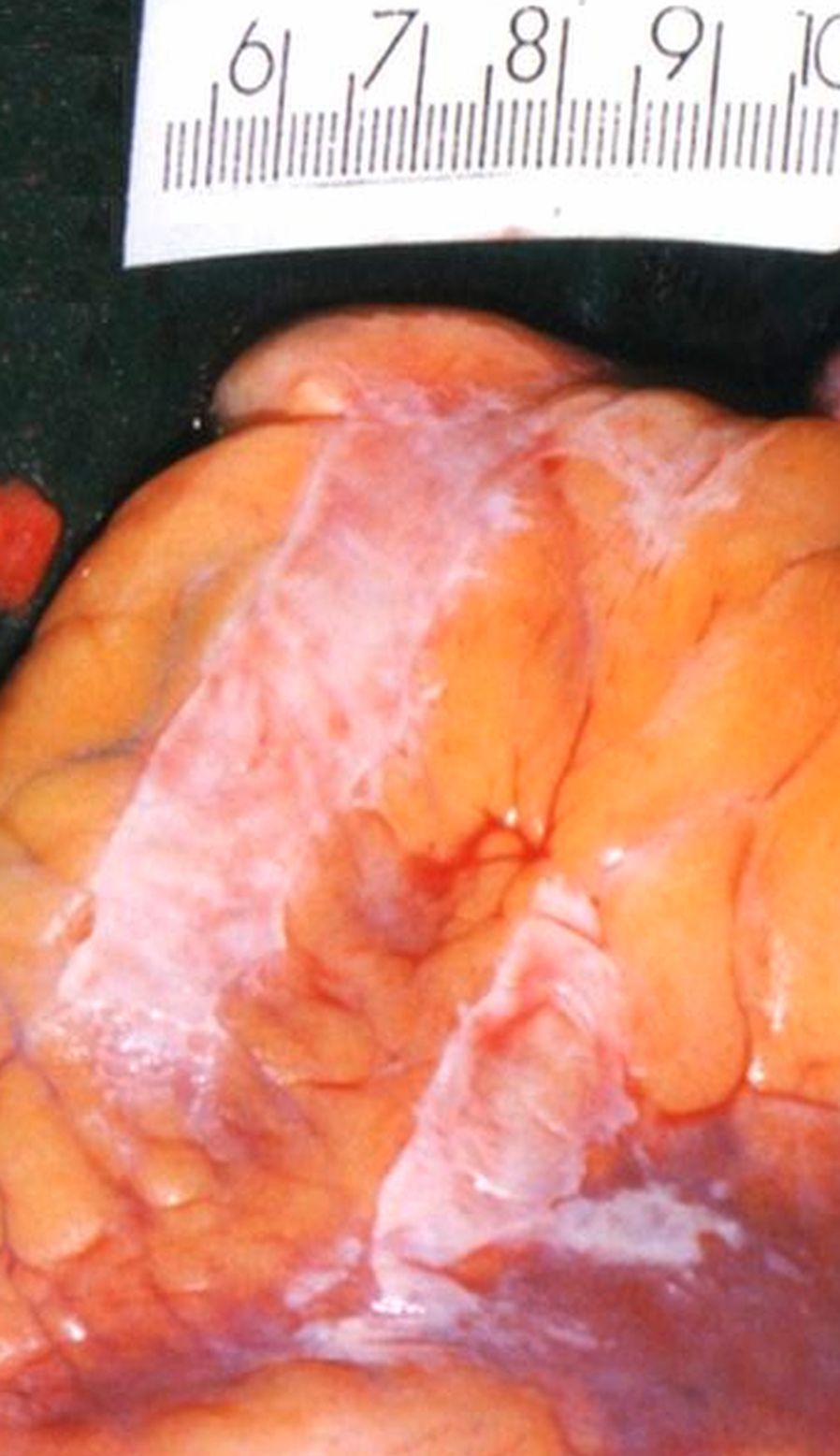
Focus de pericarditis fibrinosa.

El dolor toràcic pleuritic subesternal o precordial esquerre amb radiació a la cresta del trapezi (la part inferior de l'escàpula a l'esquena) és el dolor característic de la pericarditis. El dolor s'alleuja generalment assegut o inclinat cap endavant, i s'agreuja ajagut (tant en decúbit com en posició supina) o per inspiració (inspirar).
El dolor pot assemblar-se al de l'angina de pit, però difereix perquè el dolor de pericarditis canvia amb la posició del cos, en canvi el dolor de l'atac cardíac és generalment constant i semblant a la pressió. Altres símptomes de la pericarditis poden incloure tos seca, febre, fatiga i ansietat.
Degut a la seva similitud amb el dolor de l'infart de miocardi (atac cardíac), la pericarditis es pot diagnosticar erròniament com un atac de cor. L'infart agut de miocardi també pot causar pericarditis, però els símptomes que presenten sovint difereixen prou com per justificar el diagnòstic. La taula següent organitza la presentació clínica de la pericarditis diferencial a l'infart de miocardi:
| Característica       | Pericarditis                                                                                               | Infart de miocardi |
| -------------------- | --- | --- |
| Descripció del dolor | Dolor agut, pleuritic, retroesternal (sota l'estèrnum) o precordial esquerre (tòrax esquerre)              | Dolor aixafador, com la pressió, intens. Descrit com "elefant al pit".                                                                     |
| Radiació             | El dolor s'irradia a la cresta del trapezi (a la part més baixa de l'escàpula a l'esquena) o cap radiació. | El dolor s'irradia a la mandíbula o al braç esquerre, o no s'irradia.                                                                      |
| Esforç               | No canvia el dolor                                                                                         | Pot augmentar el dolor |
| Posició              | El dolor és pitjor en posició supina o en inspiració (inspiració)                                          | No posicional |
| Inici/durada         | Dolor sobtat, que dura hores o de vegades dies abans que una persona arribi a urgències                    | Dolor sobtat o empitjorant crònic que pot anar i venir en paroxismes o que pot durar hores abans que la persona decideixi anar a urgències |

## Exàmens físics
El signe clàssic de la pericarditis és un fregament de fricció que s'escolta amb un estetoscopi a l'examen cardiovascular, generalment a la vora inferior esquerra de l'estern. Altres signes físics inclouen una persona en angoixa, dolor posicional al pit, diaforesi (sudoració excessiva); la possibilitat d'insuficiència cardíaca en forma de taponament pericàrdic causant pols paradox, i la tríada de Beck de pressió arterial baixa (a causa de la disminució de la producció cardíaca), sorolls cardíacs distants (apagats) i distensió de la vena jugular (JVD).

## Complicacions
La pericarditis pot avançar cap a vessament pericàrdic i, finalment, taponament cardíac. Això es pot observar en persones que experimenten els signes clàssics de la pericarditis, però després mostren signes d'alleujament i progressen fins a mostrar signes de taponament cardíac que inclouen una disminució de l'alerta i letargia, pols paradox (disminució d'almenys 10 mmHg de la pressió arterial sistòlica). a la inspiració), pressió arterial baixa (a causa de la disminució de l'índex cardíac), (distensió de la vena jugular per insuficiència cardíaca del costat dret i sobrecàrrega de líquids), sorolls cardíacs distants en auscultació i equilibri de totes les pressions arterials diastòliques en el cateterisme cardíac a causa de la constricció. del pericardi pel líquid.
En aquests casos de taponament cardíac, el monitor d'EKG o Holter mostrarà alternances elèctriques que indiquen el vacil·lació del cor en el pericardi ple de líquid, i l'ompliment capil·lar pot disminuir, així com un col·lapse vascular sever i un estat mental alterat a causa de la hipoperfusió dels òrgans del cos. per un cor que no pot bombejar sang de manera eficaç.
El diagnòstic de taponament es pot confirmar amb ecocardiografia transtoràcica (ETT), que hauria de mostrar un gran vessament pericàrdic i col·lapse diastòlic del ventricle dret i l'aurícula dreta. La radiografia de tòrax sol mostrar una silueta cardíaca engrandida (aspecte d'ampolla d'aigua) i pulmons clars. Normalment no es veu la congestió pulmonar perquè l'equalització de les pressions diastòliques limita la pressió de la falca capil·lar pulmonar a la pressió intrapericàrdica (i totes les altres pressions diastòliques).

## Causes

### Infecciosa
La pericarditis pot ser causada per una infecció viral, bacteriana o fúngica. Al món desenvolupat, es creu que els virus són la causa d'aproximadament el 85% dels casos. Al món en desenvolupament, la tuberculosi és una causa comuna, però és rara al món desenvolupat. Les causes víriques inclouen el coxsackievirus, l'herpesvirus, el virus de les paperas (galteres) i el VIH, entre d'altres.
El pneumococ o la pericarditis tuberculosa són les formes bacterianes més freqüents. Els bacteris anaeròbics també poden ser una causa rara. La pericarditis fúngica sol ser deguda a histoplasmosi, o en hostes immunodeprimits Aspergillus, Candida i Coccidioides. La causa més freqüent de pericarditis a tot el món és la pericarditis infecciosa amb tuberculosi.

### Altres
- Idiopàtica: no s'ha trobat cap causa identificable després de les proves rutinàries.[22]
- Malaltia autoimmune: lupus eritematós sistèmic, febre reumàtica,[22] malaltia relacionada amb IgG4[23][24]
- Infart de miocardi
  - síndrome de Dressler)[22]
  - Pericarditis per infart de miocardi[25]
- Trauma al cor[22]
- Urèmia (pericarditis urèmica)[22]
- Càncer[22]
- Efecte secundari d'alguns medicaments, per exemple, isoniazida, ciclosporina, hidralazina, warfarina i heparina
- Radiació induïda[22]
- dissecció aòrtica[22]
- Síndrome postpericardiotomia, com després de la cirurgia de CABG[22]
- Vacunes, com ara la verola[26] i les vacunes contra la Covid-19[27] en casos rars però documentats.[28]

## Diagnòstic

### Prova de laboratori

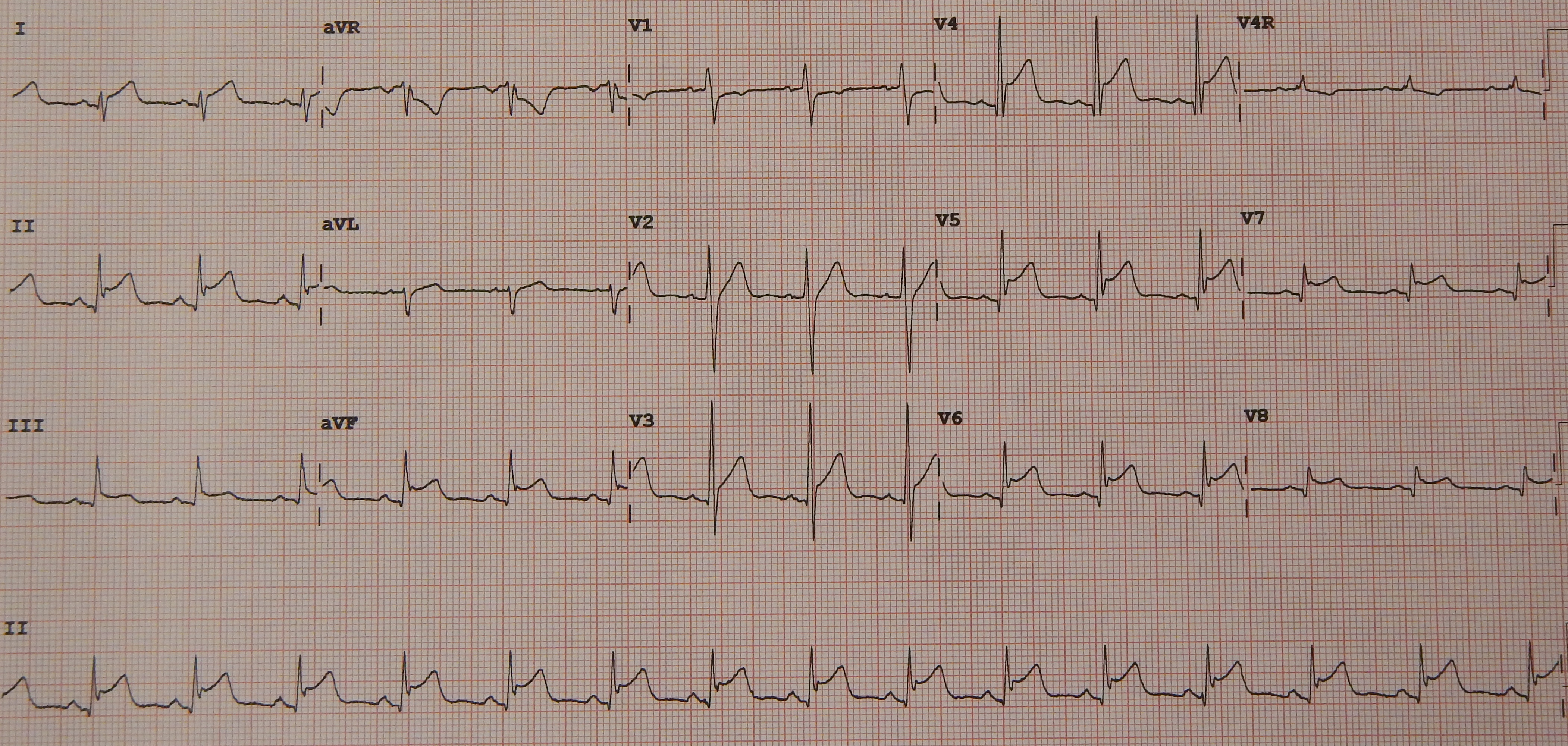
Elevació difusa del ST en un home jove a causa de miocarditis/pericarditis

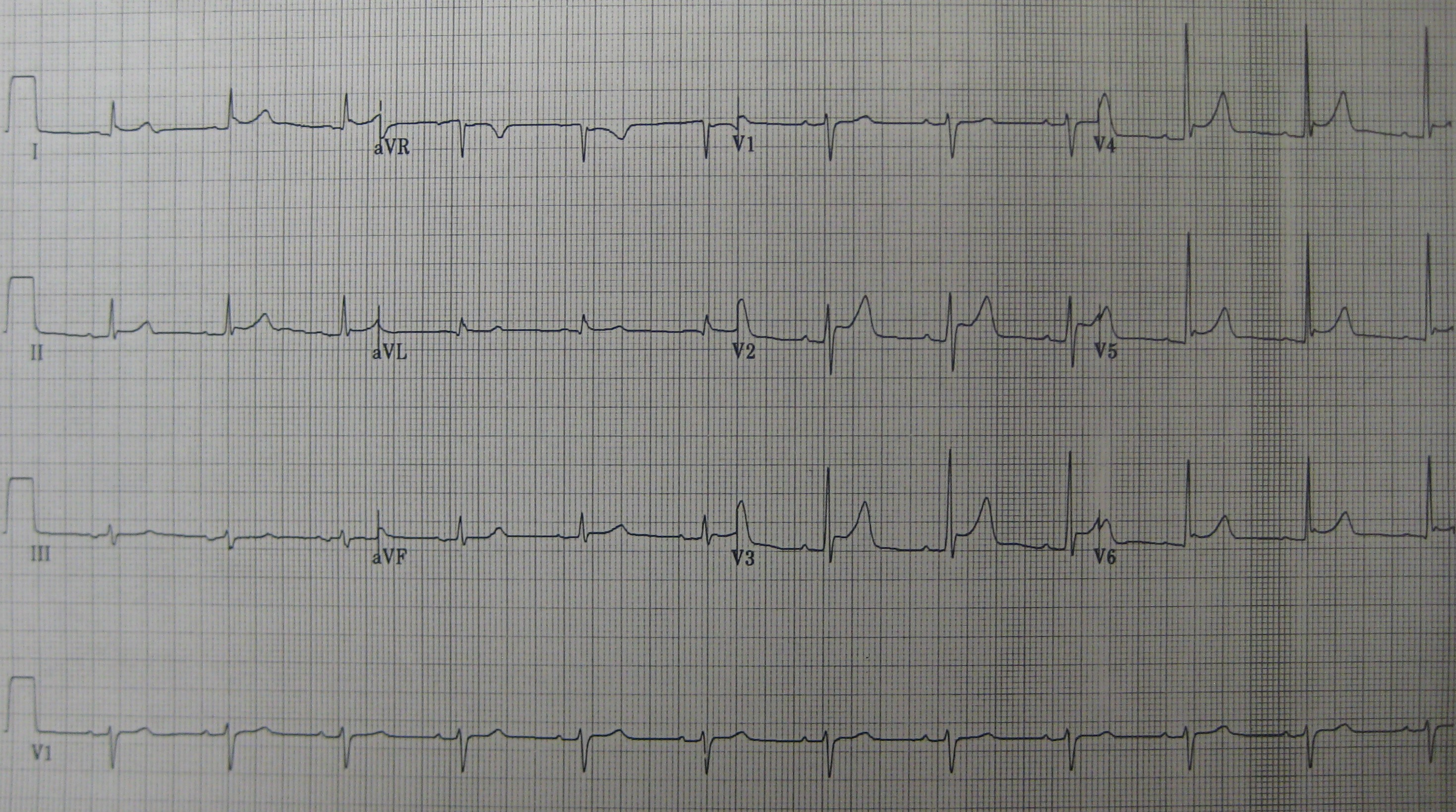
Un ECG que mostra pericarditis. Tingueu en compte l'elevació del ST en múltiples derivacions amb una lleugera depressió recíproca del ST en aVR.

Els valors de laboratori poden mostrar un augment de la urea (BUN) o un augment de la creatinina en sang en casos de pericarditis urèmica. En general, però, els valors de laboratori són normals, però si hi ha un infart de miocardi (atac cardíac) o un gran estrès al cor, els valors de laboratori poden mostrar un augment de marcadors cardíacs com la troponina (I, T), CK-MB, mioglobina i LDH 1 (lactasa deshidrogenasa isotip 1).
Els valors de laboratori poden mostrar un augment de la urea (BUN) o un augment de la creatinina en sang en casos de pericarditis urèmica. En general, però, els valors de laboratori són normals, però si hi ha un infart de miocardi (atac cardíac) o un gran estrès al cor, els valors de laboratori poden mostrar un augment de marcadors cardíacs com la troponina (I, T), CK-MB, mioglobina i LDH 1 (lactasa deshidrogenasa isotip 1).
La prova diagnòstica inicial preferida és l'ECG, que pot demostrar un electrocardiograma de 12 derivacions amb elevacions del segment ST difuses, inespecífiques, còncaves ("en forma de sella") en totes les derivacions excepte aVR i V1 i PR- depressió del segment possible en qualsevol derivació excepte aVR ; També es poden observar taquicàrdia sinusal i complexos QRS de baixa tensió si hi ha nivells subsimptomàtics de vessament pericàrdic. La depressió PR es veu sovint al principi del procés, ja que les aurícules primes es veuen afectades més fàcilment que els ventricles pel procés inflamatori del pericardi.
Quan la pericarditis es diagnostica clínicament, sovint no es coneix mai la causa subjacent; només es pot descobrir en un 16-22 per cent de les persones amb pericarditis aguda.Des de mitjans del segle xix, el diagnòstic retrospectiu de la pericarditis s'ha fet a partir de la troballa d'adherències del pericardi.

### Imatge

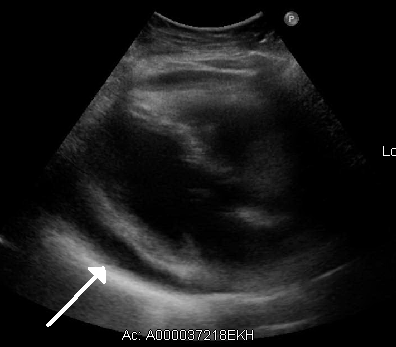
Ultrasons que mostren un vessament pericàrdic en algú amb pericarditis
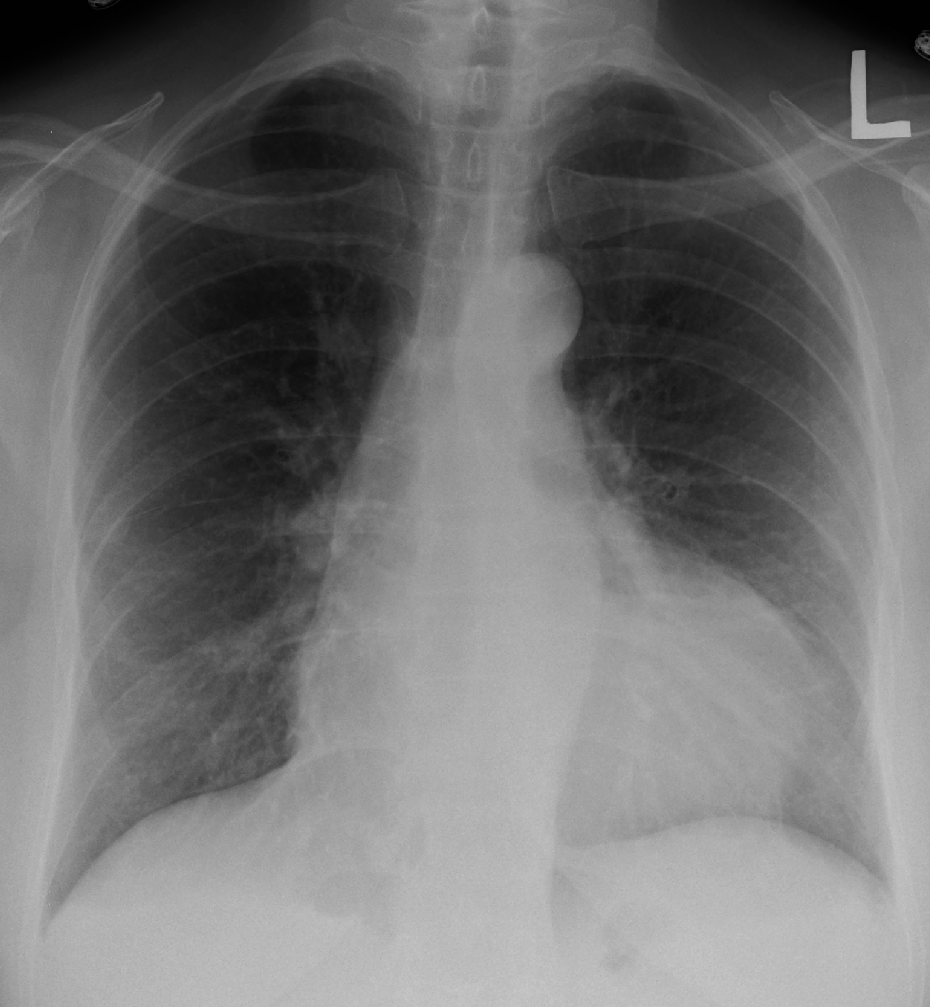
Un vessament pericàrdic tal com es veu a la RX en algú amb pericarditis

A les imatges d'eco spin ponderades en MRI T2, el pericardi inflamat mostrarà una intensitat de senyal alta. El contrast tardà de gadolini mostrarà la captació de contrast pel pericardi inflamat. El pericardi normal no mostrarà cap millora de contrast.

## Classificació
Les pericarditis es poden classificar d'acord amb la composició de l'exsudat inflamatori.
Els tipus inclouen:
- Serosa
- Purulenta
- Fibrinosa
- Caseosa
- Hemorràgica

La pericardiocentesi es pot fer per permetre l'anàlisi del líquid pericardíac.

## Aguda vs Crònica
Segons el moment de la presentació i la durada, la pericarditis es divideix en formes "agudes" i "cròniques". La pericarditis aguda és més freqüent que la pericarditis crònica, i pot ocórrer com una complicació d'infeccions, afeccions immunològiques, és més comú que la pericarditis crònica, o atac de cor. (infart de miocardi), com la síndrome de Dressler.
Tanmateix, la pericarditis crònica és menys freqüent, una forma de la qual és la pericarditis constrictiva.
La següent és la classificació clínica d'aguts vs. crònics: 
- Aguda: <6 setmanes
- Subaguda: 6 setmanes a 6 mesos
- Crònica: > 6 mesos

## Tractament
El tractament de la pericarditis viral o idiopàtica és amb aspirina, o antiinflamatoris no esteroidals (AINE),com l'ibuprofèn). Es pot afegir colquicina a l'anterior, ja que disminueix el risc de nous episodis de pericarditis.
Els casos greus poden requerir un o més dels següents:
- antibiòtics per tractar la tuberculosi o altres causes bacterianes
- Els esteroides s'utilitzen en la pericarditis aguda, però no s'afavoreixen perquè augmenten la possibilitat de pericarditis recurrent.
- pericardiocentesi per tractar un gran vessament pericàrdic que provoca taponament.

La pericarditis recurrent resistent a la colquicina i als esteroides antiinflamatoris es poden beneficiar d'una sèrie de medicaments que afecten l'acció de la interleucina 1 ; no es poden prendre en forma de tauletes. Aquests són anakinra, canakinumab i rilonacept. El rilonacept ha estat aprovat específicament com a medicament orfe per utilitzar-lo en aquesta situació. També s'ha utilitzat azatioprina.
L'extirpació quirúrgica del pericardi, la pericardiectomia, es pot utilitzar en casos greus i quan la pericarditis està causant constricció, deteriorant la funció cardíaca. És menys efectiu si la pericarditis és conseqüència d'un trauma, en pacients grans, i si el procediment es fa de manera incompleta. Té un risc de mort entre 5 i un 10%.

## Epidemiologia
Al voltant del 30% de les persones amb pericarditis viral o pericarditis de causa desconeguda tenen un o diversos episodis recurrents.

## Vacunació
- La pericarditis i miocarditis poden ser un efecte secundari rar d'algunes vacunes com la vacuna contra la verola.[43]
- Les vacunes d'ARNm de Covid-19 s'han associat amb pericarditis,[28] però la incidència és molt rara en comparació amb la incidència de pericarditis en persones amb Covid-19. La FDA i l'Agència Europea del Medicament estimen el risc de pericarditis després de la vacuna contra la Covid-19 en 1 cas per cada 100.000 dels que estan vacunats.[44][45] Es va observar que el risc de pericarditis després de la vacunació contra la Covid-19 era més alt en homes d'entre 16 i 29 anys i després de rebre la segona dosi de la vacuna d'ARNm Covid-19.[46][47]